# Tomás Fontes
Cônego Tomás Adalberto da Silva Fontes (Itajaí, 23 de abril de 1891 — Blumenau, 16 de fevereiro de 1961) foi um sacerdote erudito, jornalista, escritor e político brasileiro.

## Biografia
Filho do comerciante e político açoriano Manoel Antônio Fontes e de Ana da Silva Fontes, irmão do professor e desembargador do Tribunal de Justiça de Santa Catarina Henrique da Silva Fontes. O “Cônego Thomás Fontes”, cognome como ficou mais conhecido, concluiu o curso de Teologia e ordenou-se padre católico em Florianópolis, em 7 de abril de 1917, sendo auxiliar do Cura da Catedral de Florianópolis.
Em sua homenagem, o município de Itajaí, sua terra natal, atribuiu o seu nome a uma rua.
Na cultura, pertenceu a várias instituições culturais em Santa Catarina. Publicou obras de filosofia e gramática, dentre elas A gramática alemã (1922). Foi diretor da revista A Época, em Florianópolis (1910-1919), fundou e foi diretor da Revista de Cultura (1927-1945) e das revistas Terra e Céu e O Brasileirinho (1929-1934), ambas editadas no Rio de Janeiro.
Foi deputado à Câmara dos Deputados na 38ª legislatura (1947 — 1951).